# Bassorilievo di Karabel

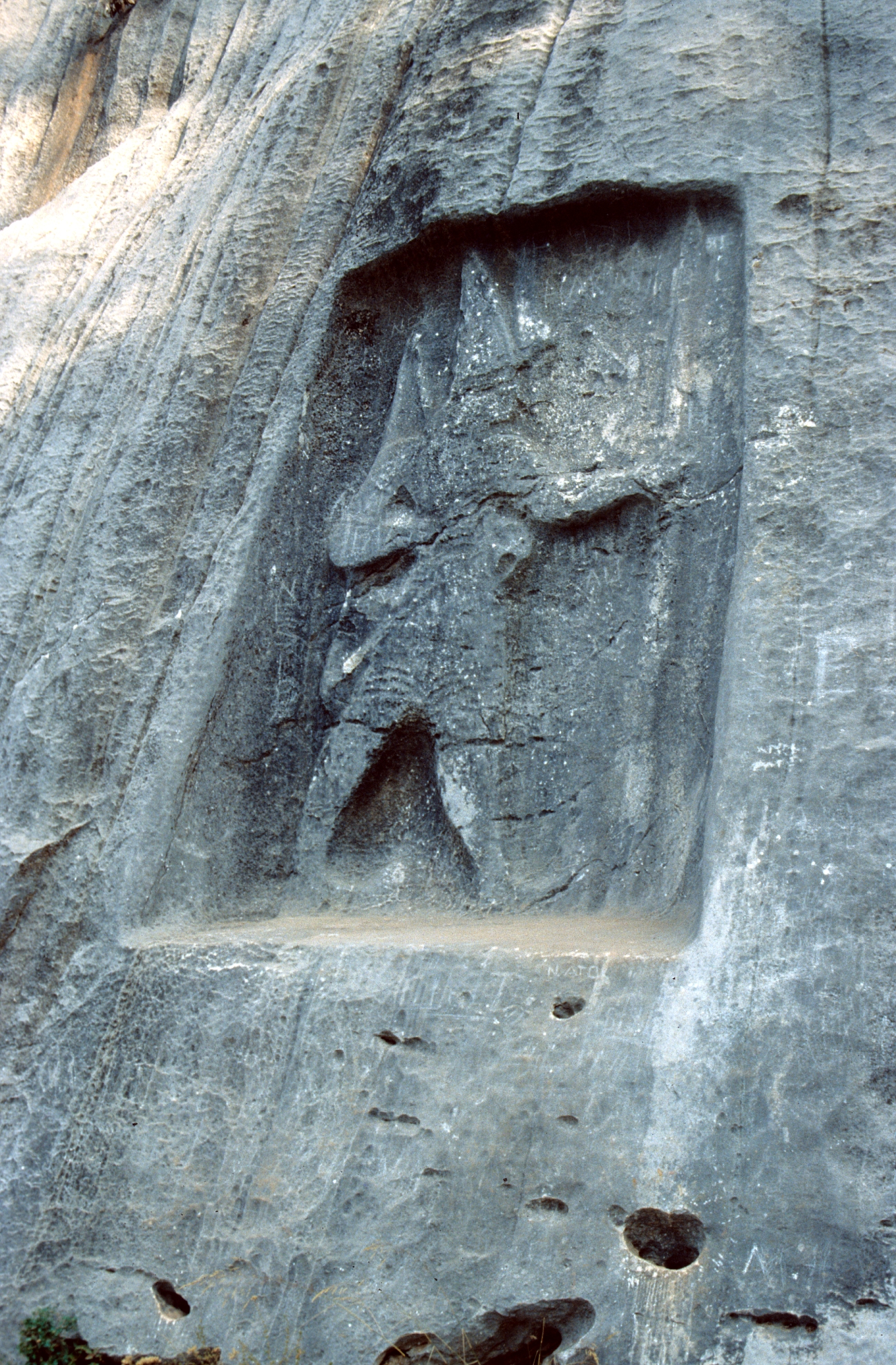
Bassorilievo di Karabel

Il Bassorilievo di Karabel si trova sull'omonimo passo tra Torbalı e Kemalpaşa, a circa 25 chilometri a est di İzmir, in Turchia.
Secondo l'interpretazione attuale, il confine settentrionale di Mira con la Terra del fiume Seha era segnato dal Bassorilievo di Karabel. Il confine meridionale con il territorio di Lukka si trovava probabilmente a Milasa, mentre il confine orientale con Hapalla e il regno ittita poteva trovarsi nei dintorni di Afyon. I confini con altri territori, come Pitašša, Maša e il regno di Arzawa, sono attestati solo in periodi limitati.

## Storia
Erodoto riteneva che la figura fosse il faraone egiziano Sesostri III. Il rilievo fu visitato nel 1839 dal viaggiatore francese Charles Texier, che lo descrisse nel 1862. A lui seguì, nel 1840, Karl Richard Lepsius, entrambi aderenti all'interpretazione egiziana. Solo Heinrich Kiepert fu in grado di confutarla nel 1843 attraverso il confronto con i rilievi di Yazılıkaya. Dopo che fu chiarito che il sito apparteneva alla cultura ittita, fu visitato e descritto da numerosi studiosi, tra cui Kurt Bittel, Helmuth Theodor Bossert e Ekrem Akurgal.

## Descrizione
Fino all'ampliamento della strada del passo tra il 1977 e il 1982, il monumento era composto da quattro parti, due figure di sovrani scolpite nella roccia (Karabel A e B) e due iscrizioni su massi esposti (Karabel C1 e C2).Ad eccezione del Karabel A, il monumento è stato rimosso. Il rilievo (Karabel A) mostra un guerriero che avanza verso destra con un arco nella mano destra e una lancia nella sinistra. Sopra il braccio sinistro sono incisi geroglifici luviti. Il rilievo misura 1,5 x 2,5 metri.
Secondo le ultime scoperte, che hanno trovato consenso tra i ricercatori, si tratta di Tarkasnawa, il re della terra di Mira fin dall'epoca dell'Impero ittita (XIII secolo a.C.). L'iscrizione è stata letta da John David Hawkins nel 1998 e recita:
Figlio AVIS-li, re della terra di Mira
Nipote di ...., re della terra di Mira»
Si conserva solo una traccia del nome del nonno, Hawkins ipotizza Kupanta-dKAL (Kupantakurunta). Incerta è anche la lettura di Alantalli, attestato come re di Mira verso l'inizio del regno del Gran Re ittita Tudḫalija IV come testimone del trattato di stato tra lui e Kurunta di Tarḫuntašša. Hawkins lo fa derivare dai segni riconoscibili AVIS (logogramma a forma di uccello) e li (la sillaba finale).
Secondo Hawkins, anche il noto sigillo d'argento cosiddetto "Tarkondemos di Tarkasnawa" e altre impronte di sigillo trovate nella capitale ittita Ḫattuša in tempi più recenti provengono da Tarkasnawa.